# Tom Erik von Post
Tomas Erik von Post (8 de marzo de 1858 - 30 de abril de 1912) fue un botánico y curador sueco.
Tom von Post era hijo del profesor Hampus von Post de Ultuna y de Beata von Post. Comenzó sus estudios en Upsala en 1880. Y al año siguiente comienza a trabajar en un vivero de, de donde sería director entre 1887 a 1912.

## Algunas publicaciones
- Post, TE; H Lindström .1906. Om odling af medicinalväxter (El cultivo de plantas medicinales).

### Libros
- Post, TE; O Kuntze. 1903. Lexicon generum phanerogamarum inde ab anno MDCCXXXVII :cum nomenclatura legitima internationali et systemate inter recentia medio; Opus revisum et auctum ab Otto Kuntze. Ed. Stuttgart : Deutsche verlags-anstalt acceso gratis 70 MB PDF. xlviii + 714 pp.

- La abreviatura «T.Post» se emplea para indicar a Tom Erik von Post como autoridad en la descripción y clasificación científica de los vegetales.[1]